# 高鏘
高锵（？—？），字淑振，号印南，山东莱州府胶州竈籍濟南府利津县人，明朝政治人物。

## 生平
万历十三年（1585年）乙酉科山东乡试舉人，司教观城，登二十九年（1601年）辛丑科進士，授大同府推官，廉介正直，人不敢干以私。时代藩有废嫡立庶之举，公毅然驳正。内臣王虎开采剥民，豪宗素横，俱敛迹不敢肆。调宝庆，迁南计部，理盐政，疏壅剔弊，务去民累。出守归德府，政尚宽简。天启元年升河南驿传道副使，寻以纠察劾归。八载复起判京兆，累任分司，积劳卒于官，祀乡贤祠。